# 荃錦公路
荃錦公路（英語：Route Twisk）位於香港新界荃灣區荃灣和元朗區石崗之間，為一南北走向道路。公路全長11.5公里，北面與錦田公路和林錦公路相接，南面於荃錦交匯處與象鼻山路、大河道北和德士古道交匯，中途跨越荃錦坳、石崗軍營和大帽山郊野公園等人跡罕至的地方。荃錦公路以狹窄多彎聞名，車流量一直偏低，但其建成後遂成為現時往來石崗和荃灣最直接的公路。現時除了已獲得於此路行走許可證之車輛外，總長度超過10米的車輛都不可以進入荃錦公路；新界的士可行走全段荃錦公路，惟只有大帽山郊野公園範圍及以北路段可上落客，以南路段則不准上落客。

## 歷史

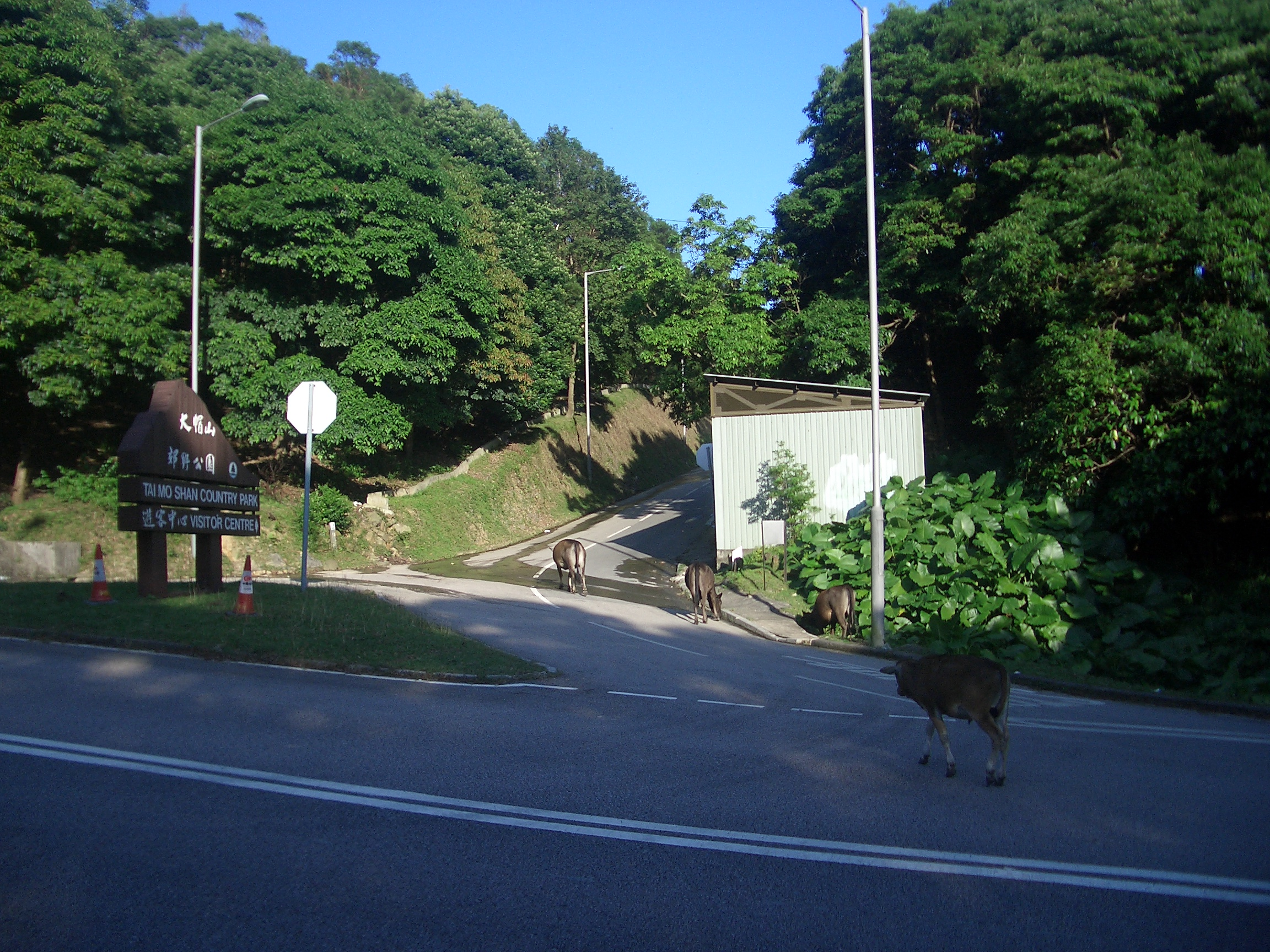
荃錦公路接大帽山道路口。

連接荃灣和元朗道路的計劃最早出現於1940年代，本來是屏山新機場計劃的配套設施，後來此事因為中共建政後，考慮到飛機起降時要進入中共領空的問題而告吹，興建這條道路的計劃亦因此取消。後來在1950年，駐港英軍為方便運送軍用車輛和物資出入新界及進行防禦工事，請來同在肯亞和馬來半島修築道路的英國皇家工程隊來港發展軍事建築工程，建造一條往返荃灣和錦田的山麓公路，當時指揮工程者，為加溫第准將（Brigadier H. P. Cavendish）。荃錦公路是當年少數採用機械建築的混凝土道路，由於當年香港建築道路主要是以人工進行，因此成為荃錦公路一大特色。公路在當時造價約港幣600萬元。後來英軍又在1951年9月起在荃錦公路沿途闢建石崗軍營。
在1953年6月29日，荃錦公路正式通車，起初只准軍事車輛和緊急車輛使用全段公路，其他車輛只能行經川龍以南一段，當局更不时派出駐港英軍防止未有許可證之民用車輛途經有关路段。1955年，香港政府就荃錦公路開放予民用車輛使用而跟駐港英軍磋商，商議多次後，軍方同意移交荃錦公路予香港政府管理，並於1961年5月25日開放荃錦公路給公眾使用，但公路直至1977年11月25日獲才正式命名。荃錦公路開放為公眾道路後，九龍巴士決定試辦取道荃錦公路的第一代26線，往返佐敦道碼頭及元朗市中心，比取道青山公路的第一代16線省時。
荃錦公路的荃灣終點原本在青山公路－荃灣段近西樓角路荃錦中心，但由於香港地鐵（現稱港鐵）興建荃灣綫及車廠，荃錦公路自荃錦交匯處至青山公路的一段在1981年4月1日上午11時起被禁止行車，與青山公路原有的路口的一小段則只准作通往美環街之用，並被納入西樓角路，而荃錦公路的終點則縮短至荃錦交匯處至今。

## 英文名稱
荃錦公路的英文名稱是「Route Twisk」，異於香港其他道路慣用的音譯「Tsuen Kam Road」。此路的英語名稱於《香港年報》中的官方解釋指出，當局為了令連接荃灣（TW）及石崗（SK）的荃錦公路能以英文讀出，故在兩簡稱中間加入「i」。亦有指當年有關部門誤將「TW/SK」中的斜綫當成字母I，變成「Route Twisk」，自此亦無修正，也有文章指出Twisk中的i字是interlink的意思。

## 走線
荃錦公路是一條全長約11.5公里，呈南北走向的道路。公路始於荃灣石圍角的荃錦交匯處，沿朗逸峰、寶雲匯、曹公潭和川龍拾級而上，然後到達海拔為490米之大帽山郊野公園林務站；公路然後沿著甲龍、石崗軍營和雷公田村拾級而下，並以林錦公路和錦田公路交界處為終點。

### 出口
公路現時隸屬荃灣區和元朗區兩個行政分區，兩者之间以大帽山道和麥理浩徑为界。以下的道路交接點列表中，所有不具命名的小路並不在此列。
| 距離（公里） | 目的地                                                             | 附註                                                                                    |
| ------------ | ------------------------------------------------------------------ | --------------------------------------------------------------------------------------- |
| 0.0          | 荃錦交匯處： 9號幹線往象鼻山路、往德士古道北、往大河道北、往蕙荃路 | 迴旋處。9號幹線A方向（順時針）往青山公路－荃灣段及屯門公路，B方向（逆時針）往城門隧道。 |
| 0.028        | 馬閃排路                                                           |                                                                                         |
| 0.3          | 芙蓉山路                                                           |                                                                                         |
| 6.2          | 大帽山道                                                           | 荃灣區和元朗區交界，該道路以南為荃灣區，以北為元朗區。                                  |
| 9.8          | 寶域路、畢斯路、偉順路                                             | 各支路屬石崗軍營範圍，未獲授權不得駛進，違者可被檢控。                                  |
| 10.7         | 諾森伯倫路                                                         | 各支路屬石崗軍營範圍，未獲授權不得駛進，違者可被檢控。                                  |
| 11.1         | 和域道                                                             | 各支路屬石崗軍營範圍，未獲授權不得駛進，違者可被檢控。                                  |
| 11.2         | 史樂信路                                                           | 各支路屬石崗軍營範圍，未獲授權不得駛進，違者可被檢控。                                  |
| 11.3         | 米度適道                                                           | 各支路屬石崗軍營範圍，未獲授權不得駛進，違者可被檢控。                                  |
| 11.4         | 士達福信路                                                         | 各支路屬石崗軍營範圍，未獲授權不得駛進，違者可被檢控。                                  |
| 11.5         | 錦田公路、林錦公路                                                 | 迴旋處                                                                                  |

## 現況

### 年平均每日交通流量
以下為2021年荃錦公路各段的年平均每日交通流量數據，全段荃锦公路皆被運輸署評為「郊區公路」（Rural Road，RR）。
| 路段               | （車輛架次） | 估計數據 |
| ------------------ | ------------ | -------- |
| 自荃錦交匯處至川龍 | 6,960        | 否       |
| 自川龍至林錦公路   | 5,970        | 是       |

### 用車限制
受荃錦公路的路面所限，运輸署規定所有使用荃錦公路的車輛長度不得超過10米。據九龍巴士職員權益工會理事長李角驊稱，九龍巴士過往曾特別改裝一批都城嘉慕威曼都城巴士和丹尼士飛鏢巴士上山行走51線。自從該批車輛退役後，就特別訂造現時的Enviro 200 Dart單層巴士行走，該等巴士須裝設手動減速器、霧燈及加強馬力才足以應付嚴苛的行車環境，惟51線於星期六、日以及公眾假期均出現候車人潮，而用車限制亦令部份接載旅客前往大帽山的客車未能前往，該等車輛須領有許可證才能駛入公路前往大帽山，有部份客車司機更因沒有申請許可證駛入公路而遭檢控，常引起運輸業界不滿。至2017年12月29日起，运輸署容許所有長度的巴士在無需領有許可證下進入大帽山道以南一段荃錦公路。2021年11月，九巴在前荃灣區議員趙恩來協調下，派出一輛Enviro500 MMC 11.3米試行荃錦公路。

### 近芙蓉山一段行人過路處問題
荃錦公路近芙蓉山路的交界設有斑馬線，是芙蓉山村及附近居民前往荃灣市區必經之路，但有關路段急彎較多，加上車輛高速行駛，增加交通意外風險。有芙蓉山居民在2016年8月收集意見，合共收集了300多個簽名，要求把該路段的斑馬線改為燈口控制過路處。運輸署回應指出，該署現正就有關建議收集數據，包括行人及車輛流量和車速，該署亦會派員與議員進行實地視察後再作決定。香港警務處指會向新界南交通部反映議員的意見，聯合加強打擊公路非法賽車及不遵守交通規則的問題，以避免意外發生。

## 外部鏈結
- 荃錦公路 細說從頭